# Umar Hayat Khan
Pour les articles homonymes, voir Khan (homonymie).
Umar Hayat Khan, né le 28 juillet 1964 à Peshawar, est un joueur professionnel de squash représentant le Pakistan. Il atteint en janvier 1990 la 6e place mondiale sur le circuit international, son meilleur classement. Il est finaliste du championnat d'Asie en 1986 face à Qamar Zaman et en 1988 face à Jahangir Khan. 

## Palmarès

### Titres
- Championnats du monde par équipes : 2 titres (1985, 1987)
- Championnats d'Asie par équipes : 2 titres (1986, 1988)

### Finales
- Championnats d'Asie par équipes : 1989
- Championnats d'Asie : 2 finales (1986, 1988)